# Jackie Appiah
Jackie Appiah (5 de diciembre de 1983) es una actriz de nacionalidad ghanesa, nacida en Toronto. Por su trabajo ha recibido varios premios y nominaciones, incluyendo los galardones a la Mejor Actriz en un Papel Protagónico en los Premios de la Academia del Cine Africano en 2010 y a la Mejor Actriz en un Papel Secundario en los mismos premios en 2007, en los que además recibió dos nominaciones en 2008.

## Carrera
El rostro de Appiah en la pantalla se hizo conocido cuando fue invitada por Edward Seddoh Junior, el escritor de Things We Do For Love, en la que interpretó el papel de Enyonam Blagogee. Más tarde participó en Tentacles, Games People Play, Sun-city y muchas otras series de televisión.

### Éxito en Nollywood
Appiah logró el reconocimiento en el ambiente de Nollywood por sus exitosas películas en Ghana como Beyoncé - La Hija del Presidente, Princess Tyra, Pasión del Alma, Reina Bonita, La Novia del Príncipe, El Rey es Mío y El Cuadro Perfecto. Notables películas de Nollywood protagonizadas por Appiah incluyen Alma Negra y Bendición Amarga, junto con el actor Ramsey Noah, y Mi Última Boda, junto con Emeka Ike.